# 台湾婆婆纳
台湾婆婆纳（学名：Veronica taiwanica），又名台湾水苦贾，为車前草科婆婆纳属下的一个种。

## 扩展阅读
- 維基物種上的相關：台湾婆婆纳